# Erlinsbach
Erlinsbach é uma comuna da Suíça, no Cantão Argóvia, com cerca de 3.505 habitantes. Estende-se por uma área de 9,86 km², de densidade populacional de 355 hab/km². Confina com as seguintes comunas: Aarau, Kienberg (SO), Küttigen, Niedererlinsbach (SO), Obererlinsbach (SO), Oberhof.
A língua oficial nesta comuna é o Alemão.